# Diceofílax

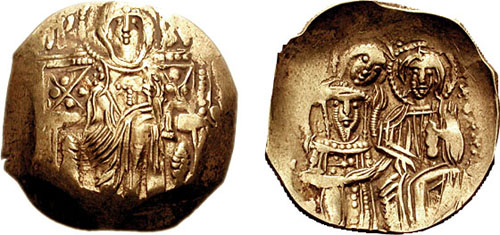
Hipérpiro de r.

Diceofílax (em grego: δικαιοφύλαξ; romaniz.: dikaiophýlax; lit. "guardião das leis") foi um oficial judicial bizantino dos séculos XI-XV. É atestado pela primeira vez em meados do século XI, em Constantinopla e nas províncias. Seus titulares lidavam com os casos eclesiásticos e tinham um conhecimento combinado de direito civil e canônico.
Inicialmente o ofício foi dado a oficiais leigos e eclesiásticos, mas do reinado do imperador Miguel VIII Paleólogo (r. 1259–1282), foi apenas concedido aos clérigos. O titular mais notável foi Teodoro Escutariota, que foi nomeado após a reconquista de Constantinopla por Miguel VIII. De Escutariota em diante, todos os diceofílaces combinaram o ofício com algumas das posições reservadas aos exocatácelos e foram contados entre os últimos.